# Analysera mera
Analysera mera är en amerikansk kriminalkomedi från 1999.

## Handling
Ben Sobel (Billy Crystal) är en psykiater med ett alldagligt liv som just ska gifta sig. Gangsterbossen Paul Vitti (Robert De Niro) börjar få panikångestattacker och måste för att kunna fortsätta med sitt jobb få ordning på sitt känslomässiga liv, och inser att han måste ta hjälp av en psykiater. På grund av en bilolycka möts deras vägar och Ben Sobel blir ofrivilligt maffiabossens doktor dygnet runt.

## Om filmen
Analysera mera regisserades av Harold Ramis, som även skrivit filmens manus tillsammans med Kenneth Lonergan och Peter Tolan.
Filmen har fått en uppföljare, Analysera ännu mera (Analyze that).

## Rollista (i urval)
- Robert De Niro - Paul Vitti
- Billy Crystal - Ben Sobel M.D.
- Lisa Kudrow - Laura MacNamara Sobel
- Chazz Palminteri - Primo Sidone
- Joe Viterelli - Jelly
- Kyle Sabihy - Michael